# サイキック・ターゲット
『サイキック・ターゲット』（原題：Yesterday's Target）は、1996年に公開されたアメリカ合衆国のテレビ映画。

## ストーリー
クリーニング工場で働く超能力者のポール・ハーパーのもとにウィンストロムらがやってきた。捕まりそうになったポールはウィンストロムたちから逃げるが、車と衝突し病院に運ばれる。意識を取り戻し病院から脱走した彼の前に、産婦人科の医師だというアーロン・ウィンフィールドが現れる。ウィンフィールドによるとウィンストロムは、ある政府機関のトップであるホールデンに雇われた透視能力者だという。ポールは、他に2人超能力者がいることをウィンフィールドから聞き、超能力者の1人であるジェシカに会いに行く。

## キャスト
| 役名                       | 俳優                     | 日本語吹替 |
| -------------------------- | ------------------------ | ---------- |
| ホールデン                 | マルコム・マクダウェル   | 佐々木敏   |
| ポール・ハーパー           | ダニエル・ボールドウィン | 江原正士   |
| ジェシカ・ハーパー         | ステイシー・ハイダック   | 唐沢潤     |
| カーター                   | T・K・カーター           | 後藤哲夫   |
| アーロン・ウィンフィールド | リチャード・ハード       | 小島敏彦   |
| ウィンストロム             | レヴァー・バートン       | 仲野裕     |

- 吹替その他：田中正彦、坂口進也、清水馨、辻つとむ、大坂史子、大黒和広、綱島郷太郎、大平泉、岡本章子

## スタッフ
- 監督：バリー・サムソン
- 製作：アルバート・T・ディッカーソン、ラリー・エステス
- 製作総指揮：マイルズ・A・コープランド三世、メラニー・レイ
- 脚本：デヴィッド・ボーラ
- 撮影：ブライアン・ケープナー
- 音楽：トッド・ハイエン
- 編集：ブルース・ウェストコット

日本語版スタッフ
吹替版
- プロデューサー：高木希世江
- 演出：松川陸
- 翻訳：筒井ひとみ
- 調整：山本洋平
- 録音スタジオ：スタジオザウルス
- 日本語版制作：ポイントブレイク